# Проходка ступінчастим вибоєм
Проходка ступінчастим вибоєм – спосіб проходки виробок великого перетину (як правило, тунелів) у міцних скельних породах, при якому вибій по вертикалі ділиться на 2 рівні частини. Верхня частина вибою (калотта) випереджає нижню на 2-4 м. Такий розподіл вибою дозволяє сумістити буріння шпурів в одному рівні з навантаженням висадженої породи в іншій. Поєднання операцій в тунельному вибої дозволяє підвищити продуктивність праці за рахунок спрощення організації робіт.